# الدبدابة
الدبدابة، قرية جزائرية، ولاية بشار، وبها حديقة ترفيهية، وكانت تعتبر منطقة شعبية، ولكن الآن قد تم إنشاء المباني الجديدة والمتطورة.